# Nieuwe Oranjetuin

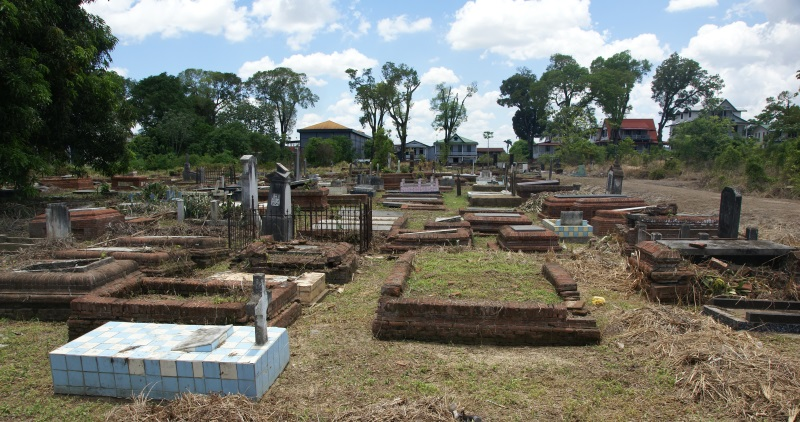
De Nieuwe Oranjetuin in 2016.

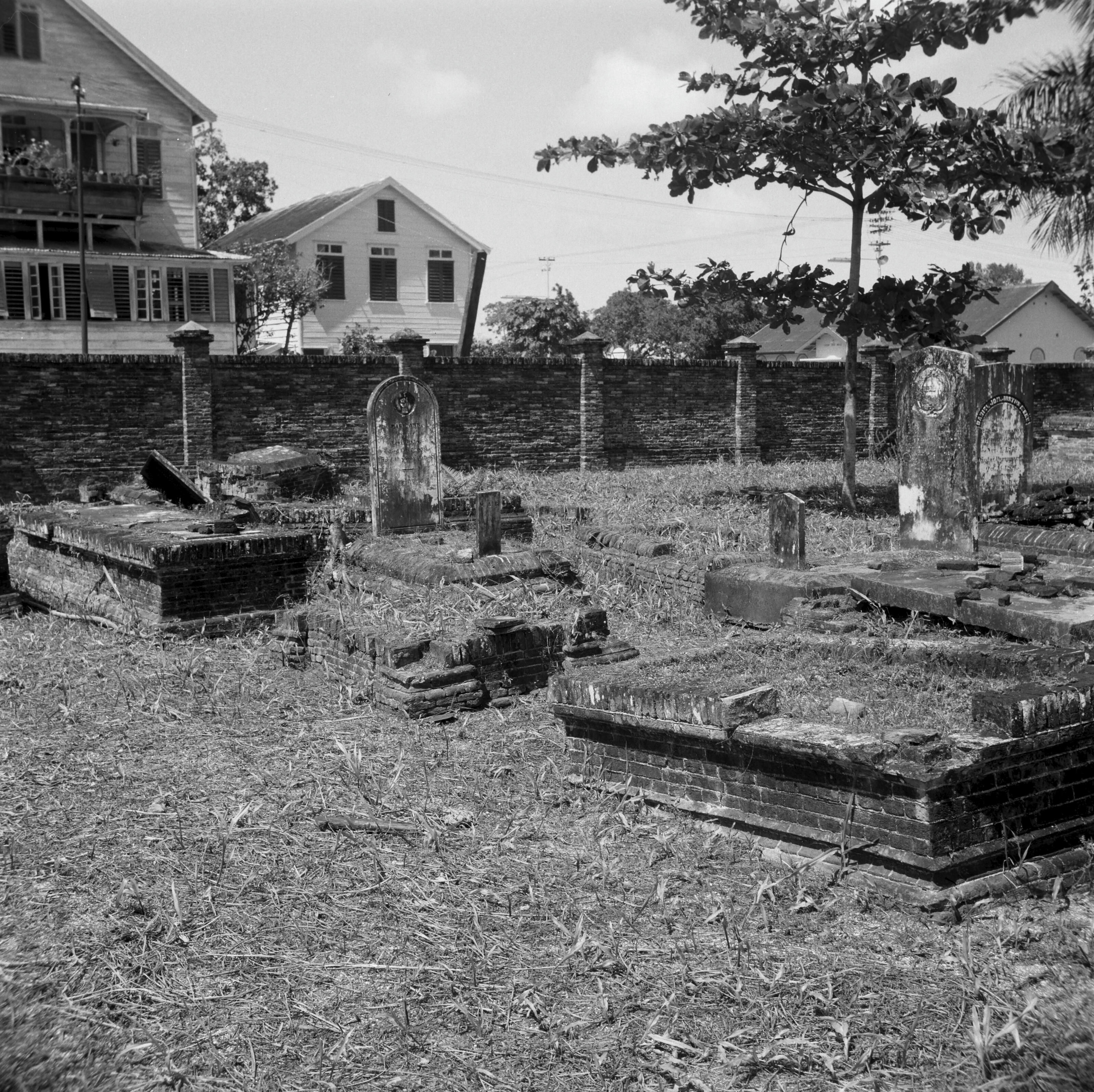
De Nieuwe Oranjetuin in 1962.

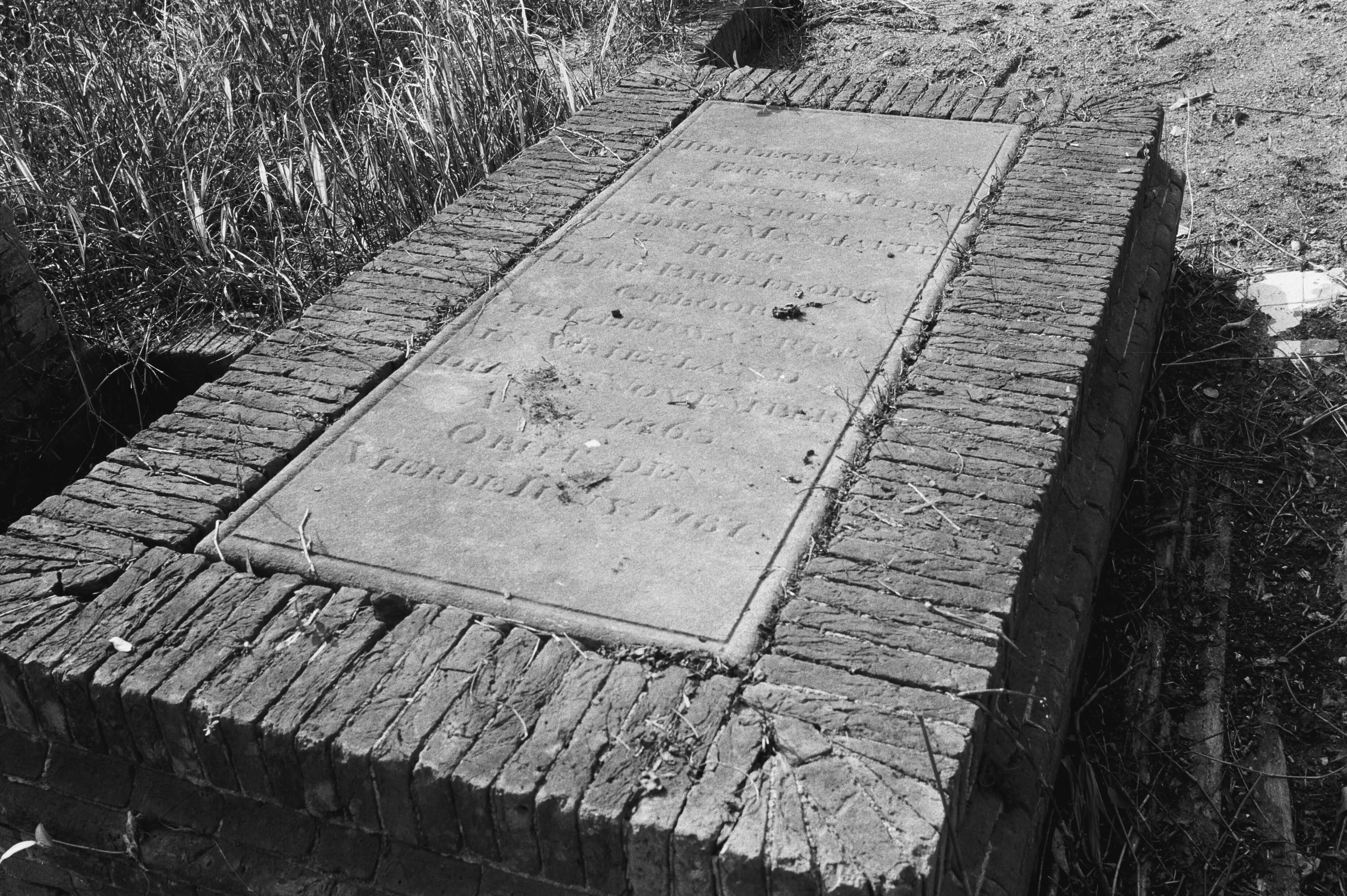
Zerk in een bakstenen ombouw.

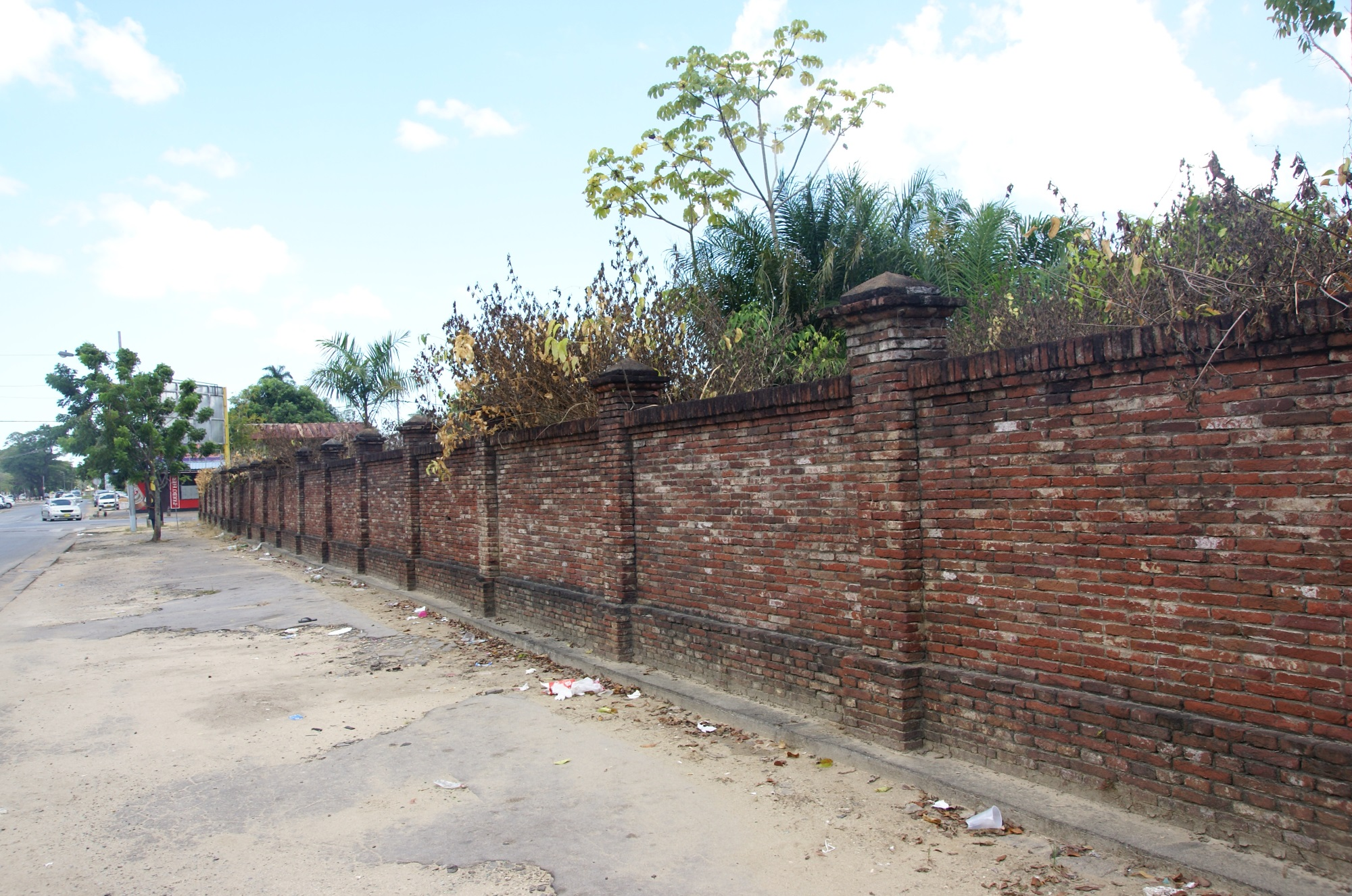
De muur om de begraafplaats aan de zijde van de Swalmbergstraat.

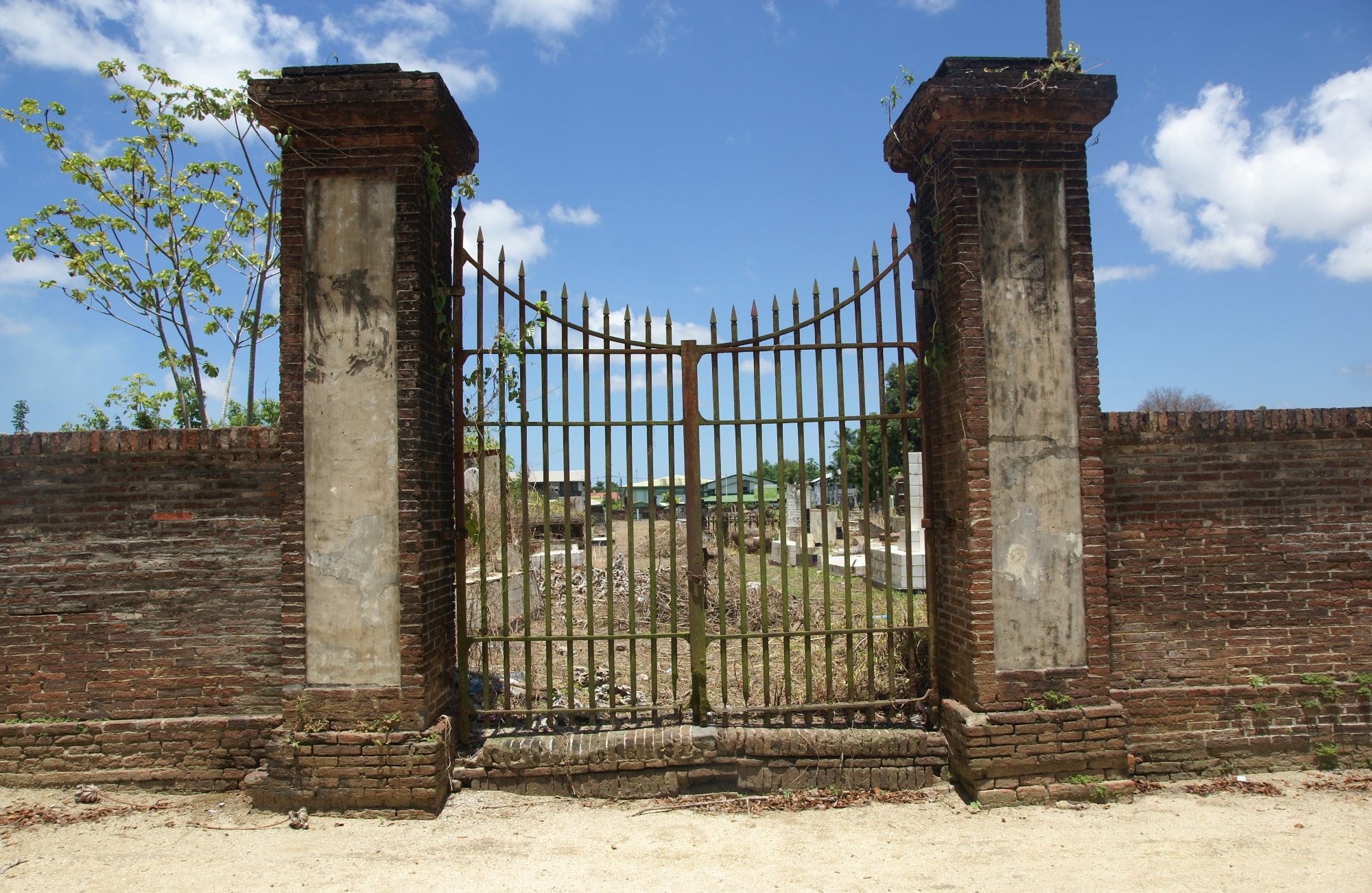
Toegangspoort aan de Dr. J.F. Nassylaan.

De Nieuwe Oranjetuin is een begraafplaats, aangelegd in 1756 en gesloten in 1961, gelegen aan de Dr. J.F. Nassylaan 8 in Paramaribo, Suriname. Deze begraafplaats is onderdeel van de historische binnenstad van Paramaribo, die sinds 2002 door UNESCO aan de Werelderfgoedlijst is toegevoegd.

## Geschiedenis
Overleden leden van de hervormde kerk in Paramaribo konden officeel tot 7 maart 1757 begraven worden in de Oranjetuin (ook Orange Thuijn), de begraafplaats rond de Hervormde kerk aan het Kerkplein. De naam Oranjetuin had de begraafplaats gekregen door de eromheen staande sinaasappelbomen. Die dag werd namelijk de nieuwe begraafplaats, die in 1756 was aangelegd, aan de toenmalige rand van de stad in gebruik genomen. Die begraafplaats kreeg de naam de Nieuwe Oranjetuin, terwijl de begraafplaats om de kerk de naam Oude Oranjetuin kreeg. Dit betekende niet dat men niet meer begraven mocht worden in de Oude Oranjetuin; tegen een boete van 500 Hollandse guldens bleef dit mogelijk tot 1801. Een graf in de Nieuwe Oranjetuin kostte 150 guldens. Door de hoge kosten was een graf in zowel de Oude als de Nieuwe Oranjetuin alleen weggelegd voor welgestelde notabelen, zoals de rijke planters, gouverneurs en andere hoge ambtenaren, legerofficieren en zeekapiteins. Armere mensen werden begraven op begraafplaats langs de toenmalige Rust en Vredestraat. Deze begraafplaatsen zijn alle verdwenen en de grond is verkaveld.
Het zij opgemerkt dat begraven in de kerk zelf al sinds 1686 was verboden.
De Nieuwe Oranjetuin werd gebruikt tussen 1767 en 1961. De begraafplaats werd tweemaal vergroot, totdat deze in 1928 werd gesloten. Toch werden er in de Tweede Wereldoorlog veel Chinezen begraven. In 1951 werd de Nieuwe Oranjetuin weer geopend om in 1961 voor de tweede keer officieel gesloten te worden.
De begraafplaats heeft echter ook veel graven uit de jaren dertig van de 20e eeuw, die waarschijnlijk afkomstig zijn van voormalige begraafplaatsen op en bij Fort Zeelandia en van Kitty's Rust (1801-1864 en geruimd in 1927).
Onder de notabelen uit de kolonie die in de Nieuwe Oranjetuin werden begraven zijn 7 gouverneurs, 25 leden van het Rode Hof (Hof van Politie en Criminele Justitie) en 14 leden van het Zwarte Hof (Hof van Civiele Justitie). Onder de laatsten die er begraven werden, waren bijvoorbeeld Rudi Kappel en Vincent Faiks, luchtvaartpioniers van Suriname, die in 1959 in de binnenlanden waren verongelukt.
In de 21e eeuw is de begraafplaats in een staat van verval, ondanks een aantal herstelpogingen. Zo werd in 1988 de Stichting Oranjetuin opgericht. In juli 2016 werd de Commissie Rehabilitatie Oranjetuin ingesteld door het Directoraat Cultuur met de taak om te komen tot duurzaam beheer van de begraafplaats Nieuwe Oranjetuin. Zo werd onder meer eind 2016 de muur rondom de begraafplaats hersteld.

## Bouw
De Nieuwe Oranjetuin is gelegen tussen de Henck Arronstraat (toen nog Gravenstraat genoemd), de Dr. J.F. Nassylaan (toen nog Wagenwegstraat geheten) en de Swalmbergstraat. De gehele begraafplaats is omgeven door een bakstenen muur, wat deze begraafplaats in de volksmond Stenen Kerkhof opleverde. Deze muur werd na 1770 aangelegd; daarvoor werd de begraafplaats omringd door een limoenhaag. Zowel aan de kant van de voormalige Gravenstraat als aan de kant van de voormalige Wagenwegstraat bevindt zich een toegangspoort.
Karakteristiek voor de Nieuwe Oranjetuin is dat deze geen padenstelsel kent, op de hoofdpaden en de paden over de dammen na.
Op de begraafplaats staan grafmonumenten uit de achttiende, negentiende en twintigste eeuw. De graven uit de verschillende tijdperiodes liggen naast en door elkaar. Veel van de bakstenen grafmonumenten werden gemaakt door N.P. van Duykeren en steenhouwer Johan Mezas. De begraafplaats telt ongeveer 1600 grafstenen.
Een redelijk volledige inventarisatie voor de vroege periode door Frederik Oudschans Dentz uit 1921 telde 846 grafzerken. Er werden echter veel meer mensen hier begraven, maar veel graftekens zijn verloren gegaan, grotendeels doordat er ook (goedkopere) houten kruizen werden gebruikt. In de registers van de Hervormde kerk zijn in de periode 1756-1776 656 begravingen genoteerd; in de 21e eeuw zijn daar er slechts 61 van terug te vinden op de begraafplaats.
De oudste zerken zijn vaak sober, hebben weinig symboliek en staan vaak op bakstenen poeren, terwijl latere zerken minder sober werden, meer symboliek kregen en een bakstenen ombouw hebben, waarbij de ombouw in de loop der tijd steeds hoger werd en meer geprofileerd. De zerken met ombouw zijn vaak van hardsteen, maar ook marmeren zerken komen voor. Er is een grote verscheidenheid in gebruikte materialen, zo werd er ook gietijzer, zandsteen, leisteen, hout en graniet gebruikt.
Veel grafmonumenten uit de 20e eeuw  hebben tegeltjes in verschillende kleuren en patronen.
Verder zijn er veel grafhekken rond de grafmonumenten te vinden, vaak van gietijzer, in allerlei vormen en typen.